# Долином љубави
Долином љубави је први студијски албум бањолучке групе Витешки плес, коју су сачињавали Миросалав Миро Јањанин и Синиша Томић. Због ратних околности албум је сниман у Београду током маја 1993. Објављен је 1994. у издању дискографске куће MAT. На албуму су се нашле пјесме "Какве сузе теби требају" и "Ма, хајде" од некадашње групе " Басданса" (бивши бенд Синише Томића) које су урађене у новом аранжману. Текстове за ове пјесме је написао Ненад Матејић. Текстове за пјесме "Да Ми Је", "Лавиринт", "Прекрасан дан" и "Сјећање" написао је Рафаел Крашовац из бањолучке групе Радио. Остале пјесме је написао Мирослав Јањанин.
На албуму су свирали Саша Локнер клавијатуриста, Владимир Голубовић бубњеви, и Мирослав Цветковић бас сви из групе Бајаге и инструктори, док је гитару свирао  Драган Јовановић- Крле из Генерације 5. Пратеће вокале су отпјевале сестре Александра и Кристина Ковач и Тања Јовичевић.
Пјесма Сјећање посвећена је Драгану Будићу-Буда, њиховом пријатељу и музичару, који је погинуо 1992. као припадник Војске Републике Српске. 

## Списак песама
1. Руже - 3:51
2. Сузе - 4:23
3. Да Ми Је - 3:25
4. Ма, Хајде - 4:14
5. Лавиринт - 5:05
6. Љубав 'Ил Превара - 4:57
7. Прекрасан Дан - 4:35
8. Ивана - 3:09
9. Сјећање - 5:20